# Leandro Ginóbili
Leandro Ginóbili (Bahía Blanca, Provincia de Buenos Aires, 17 de marzo de 1970) es un ex-baloncestista profesional argentino. Jugó por más de una década en la primera y en la segunda categoría del baloncesto de su país, además de disputar los torneos de la Asociación Bahiense de Básquetbol. Actuaba en la posición de escolta, siendo un especialista en los tiros de tres puntos (debido a ello fue el líder de triples anotados de la LNB durante la temporada 1996-97).
Después de retirarse de la práctica profesional deportiva, se desempeñó en diversas ocasiones como comentarista en las transmisiones de la TV Pública de los partidos de la selección de básquetbol de Argentina. También fue miembro de la comisión directiva del club Bahiense del Norte.
En 2015 fue candidato a diputado nacional por la provincia de Buenos Aires en las listas de Cambiemos.
Es el hermano mayor de los también ex-baloncestistas Sebastián Ginóbili y Emanuel Ginóbili.

## Trayectoria
| Club                           | País      | Año         |
| ------------------------------ | --------- | ----------- |
| Bahiense del Norte             | Argentina | 1988 - 1990 |
| Quilmes                        | Argentina | 1990 - 1992 |
| Deportivo Roca                 | Argentina | 1992 - 1993 |
| Quilmes                        | Argentina | 1993 - 1994 |
| Deportivo Roca                 | Argentina | 1994 - 1997 |
| Gimnasia de Comodoro Rivadavia | Argentina | 1997 - 1998 |
| Pico Football Club             | Argentina | 1998 - 1999 |
| Ben Hur                        | Argentina | 1999 - 2000 |
| Lanús                          | Argentina | 2000 - 2001 |
| Conarpesa Deportivo Madryn     | Argentina | 2001 - 2002 |
| Bahiense del Norte             | Argentina | 2003        |